# Hartvig-Nissen-Schule
Die Hartvig-Nissen-Schule (norwegisch Hartvig Nissens skole), umgangssprachlich als Nissen bezeichnet, ist ein norwegisches Gymnasium (Jahrgang 16 bis 19) in Frogner im Osloer Westend. Es ist das zweitälteste Gymnasium in Oslo und gilt als eines der prestigeträchtigsten Gymnasien des Landes.

## Geschichte
Sie wurde 1849 von Hartvig Nissen als die Nissen-Mädchenschule (Nissens Pigeskole, von 1907 bis 1963 Nissens Pikeskole) gegründet und war bis 1918/1919 eine private Mädchenschule, die Grundschule, später auch Mittelschule/Realschule und Gymnasium beinhaltete, und überwiegend der Ausbildung der Töchter des höheren Bürgertums diente. Die Schule beinhaltete von 1861 bis 1917 auch eine eigene pädagogische Hochschule für Frauen. Sowohl die Realschule wie das Gymnasium als auch die Hochschule waren die ersten Einrichtungen ihrer Art in Norwegen, die Frauen zugelassen haben. Die Schule und ihre Besitzer spielten eine Schlüsselrolle bei der Förderung der Frauenbildung in Norwegen im 19. und frühen 20. Jahrhundert.
Die Schule wurde 1918/1919 von der Stadt Oslo übernommen. Jungen sind seit 1955 zur Schule zugelassen, und die Nissen-Mädchenschule wurde 1963 in Hartvig-Nissen-Schule umbenannt.

## Persönlichkeiten

### Lehrer
- Johan Storm
- Marcus Jacob Monrad
- Lorentz Dietrichson

### Direktoren
- Hartvig Nissen
- Bernhard Cathrinus Pauss

### Schüler
- Margrethe Munthe
- Eva Nansen, Mezzosopran und Ehefrau Fridtjof Nansens
- Prinzessin Ragnhild von Norwegen
- Prinzessin Astrid von Norwegen
- Lillebjørn Nilsen
- Steinar Ofsdal
- Jon Balke
- Maria Bonnevie
- Hege Schøyen
- Anja Garbarek
- Silje Storstein
- Tarjei Sandvik Moe
- Ruby Dagnall
- Ida Elise Broch

## Rezeption
Die Fernseh- und Webserie Skam spielt an der Schule.